# گورداسپور
گورداسپور (به انگلیسی: Gurdaspur) یک منطقهٔ مسکونی در هند است که در بخش گرداسپور واقع شده‌است. گورداسپور ۴۵ کیلومتر مربع مساحت و ۳۳۱٬۰۵۶ نفر جمعیت دارد و ۲۴۱ متر بالاتر از سطح دریا واقع شده‌است.